# El Clásico europeo
El clásico europeo es el calificativo usado para referirse al partido de fútbol que más veces se ha repetido entre dos clubes europeos pertenecientes a sus dos máximos organismos futbolísticos, la UEFA y la FIFA. El protagonismo corresponde al Real Madrid Club de Fútbol español y al Fußball Club Bayern alemán que desde que comenzaron las competiciones oficiales europeas en la temporada 1955-56 con el nacimiento de la Copa de Europa, se han visto las caras en un total de veintiocho ocasiones, más que cualquier otro enfrentamiento, y ha sido uno de los que más rivalidad e interés suscitó en la historia del torneo. Ambos equipos son además los dos clubes que más partidos han disputado en la historia de la competición, y los que mantienen una de las rivalidades más longevas en Europa.
Pese a ello, en otras ocasiones se suele designar de igual manera a otros encuentros por las características de los mismos. Bien porque los contendientes estén considerados por la FIFA como uno de los equipos clásicos del panorama futbolístico europeo, o bien por el también elevado número de encuentros o trofeos acumulados. Este último caso lleva al enfrentamiento entre el Real Madrid Club de Fútbol y la Associazione Calcio Milan, al tratarse de los dos clubes más laureados de la máxima competición europea de clubes. Dado que la única competición oficial en la que ha habido enfrentamientos entre ambos equipos (Copa de Europa-Liga de Campeones) tiene naturaleza eliminatoria, en el cómputo global por rondas eliminatorias la balanza se inclina a favor de los blancos, pues de los trece enfrentamientos habidos, en ocho de ellos los madridistas resultaron vencedores, mientras que los otros cinco el pase fue favorable a los alemanes (los dos únicos partidos que no tuvieron carácter eliminatorio, sino de liga en fase de grupos, se saldaron con victorias para los teutones, mientras que ambos equipos lograron obtener su clasificación para la siguiente ronda).
El balance de dichos enfrentamientos es favorable al equipo blanco (13 victorias frente a 11, y 4 empates), anotando cuarenta y cinco goles por cuarenta y dos de los alemanes. Se da la circunstancia de la importancia que adquieren los encuentros jugados en campo propio, donde la victoria suele ser del lado local; en nueve de los veintiocho encuentros no venció el equipo que jugó como local, de los cuales, únicamente en cinco ocasiones el equipo visitante logró cosechar una victoria, dos veces el equipo alemán y tres, el madrileño. La igualdad se traslada al resultado de las eliminatorias, donde los madrileños han pasado de ronda en ocho de sus enfrentamientos, por cinco de los teutones.
Ambos conjuntos son dos de los más laureados tanto en sus respectivos países como internacionalmente, siendo los dos equipos que más campeonatos de liga han conquistado y los que más Copas de Europa (actual Liga de Campeones) poseen de sus respectivos países con un total de 36 para los españoles y 33 para los alemanes en el campeonato doméstico y 15 y 6 respectivamente en la máxima competición europea. A ellos suman además 35 y 36 diferentes campeonatos de copas respectivamente, 10 y 4 títulos europeos más cada uno, 8 y 4 campeonatos mundiales de clubes. El balance total favorece a los ibéricos por un total de 34 torneos internacionales por 14 de los germanos, y en cuanto a los títulos nacionales respecta, el Bayern posee 69 por 71 de la casa blanca. Siendo dos de los máximos representantes del fútbol europeo y mundial, ambos clubes han recibido dicho reconocimiento en varias ocasiones por parte de los máximos organismo futbolísticos:
- En diciembre de 2000 el Real Madrid C. F. fue designado por la FIFA como el Mejor club del siglo XX a nivel mundial, después de los resultados de una encuesta realizada a los lectores de la revista bimestral de dicha organización, FIFA World Magazine.[12] En la votación, el F. C. Bayern quedó en tercera posición. Posteriormente, la IFFHS asignó al conjunto español como el mejor club europeo del siglo XX, siendo el club alemán el quinto finalista de la tabla.[13]

- El Bayern es uno de los cinco clubes que han ganado los tres mayores campeonatos europeos, convirtiéndose así en uno de los mayores de Europa, y uno de los equipos que ha logrado un sextuplete —todos los títulos en liza en un mismo año—.

- El Real Madrid C. F. es el club con más títulos profesionales en las 5 grandes ligas de Europa con un total de 131 títulos.

- El Bayern es el único club que ganó 2 tripletes, un sextuplete y 3 Champions seguidas.

- El Bayern es el único club de las denominadas 5 grandes ligas que consiguió una racha de 11 torneos domésticos seguidos.

- Ambos clubes poseen la insignia de campeón múltiple otorgada por la UEFA a los clubes ganadores bien de tres veces consecutivas o de cinco alternas de la Copa de Campeones de Europa. Solamente otros cuatro clubes han sido capaces de lograrla.[14]

- El Real Madrid C. F. ha sido designado por la IFFHS como el mejor club del mes del mundo en 14 ocasiones, siendo el equipo que más veces ha sido designado como tal, mientras que el F. C. Bayern lo ha sido en 9 ocasiones, el tercero del ranking.[15] La Academia Laureus World Sports lo ha concedido el F. C. Bayern con el prestigioso galardón de "Mejor equipo mundial del 2014 y del 2020".[16] También la IFFHS lo ha elegido como "Mejor equipo del mundo de 2013 y del 2020" y en nueve ocasiones como el "Mejor equipo del mundo del mes".[17] El Bayern es el club con más afiliados del mundo con 290.000 socios.[18]

- El prestigioso diario deportivo francés L'Équipe, propulsor y creador junto con el club español de la Copa de Europa (actual Liga de Campeones), designó al equipo español como el mejor equipo de la historia de la competición, siendo tercero el club alemán.[19]

## Contexto
Con el club alemán se ha ido acrecentando la rivalidad desde el primer partido disputado entre ambos en los años '70 debido a sus duros enfrentamientos en la máxima competición a nivel de clubes en el Viejo Continente, la Copa de Europa o Liga de Campeones, en la que ambos conjuntos son dos de los equipos más laureados y los dos que más encuentros han disputado tanto en la competición como frente a cualquier otro equipo. Es por ello que el partido entre ambos es considerado como el «Clásico Europeo», al ser el partido que más veces se ha repetido entre clubes europeos, y el equipo alemán fue además considerado durante años como la «Bestia Negra» del club madrileño en Europa por la relevancia de esos primeros encuentros, y que, pese a que en la actualidad el balance eliminatorias es favorable a los madridistas, mientras que el de partidos y goles se encuentra técnicamente igualado, esta acepción se suele mantener en ocasiones debido a que, en su momento, los blancos sufrieron una racha negativa de resultados acumulados en territorio alemán.
Caso que muestra su gran igualdad se da en los encuentros en terreno rival, donde ambos conjuntos cuenta sus partido por derrotas, a excepción de un empate y dos victorias en caso de los madrileños, y una victoria más al ya citado registro en caso de los bávaros. Además, pese al alto registro goleador histórico de los madrileños en la competición, solo ha conseguido hacerle tres o más goles al equipo alemán en tres ocasiones por cuatro de manera recíproca.

## Historia de la rivalidad

### Inicios marcados por la polémica
La primera eliminatoria que les enfrentó el 31 de marzo de 1976 en Madrid marcaría el futuro devenir de los enfrentamientos entre ambos equipos. Tal partido es recordado por la fractura de nariz de Roberto Martínez tras un choque con Sepp Maier, y en especial por el aficionado madridista conocido como «El loco del Bernabéu» el cual saltó al terreno de juego para agredir al árbitro austríaco Linemayer y a Gerd Müller, haciendo que desde entonces fuese algo más que un simple partido. La rivalidad fue acrecentándose aún más en la década de los años 80, con el famoso pisotón de «Juanito» a Lothar Matthäus en la cabeza tras una escalofriante entrada del alemán a «Chendo». Por tal acción antideportiva el jugador de Fuengirola recibió una fuerte sanción por parte de la UEFA que le inhabilitó a jugar cualquier competición europea durante los siguientes cinco años; y es que el choque venía cargado de excesivo furor debido a los acontecimientos acaecidos al principio de la década, cuando sendos partidos de pretemporada, uno en Alemania y otro en Madrid, enfurecieron a ambos. El club bávaro, más rodado que el madrileño ya que sus competiciones oficiales ya habían comenzado, le endosó un contundente 9-1 que quedó para el recuerdo por la famosa frase del entonces entrenador blanco: 

"[...] prefiero perder un partido por nueve goles que nueve partidos por un gol."
Vujadin Boškov. 5 de agosto de 1980. Múnich.

Al año siguiente en la disputa del Trofeo Santiago Bernabéu durante el partido entre los de Baviera y el Dinamo Tbilisi, el árbitro José Donato Pes Pérez expulsó a Rummenigge por hacer gestos obscenos al público, para posteriormente expulsar a todo el equipo y ante tal decisión arbitral, los alemanes abandonaron el terreno de juego.
Una década después se volvieron a enfrentar en hasta seis ocasiones siendo ambos recientes vencedores de la competición y dos de los equipos más fuertes de la época. La tensión de los encuentros desembocó en varias polémicas antes, durante y después de los partidos, en especial en forma de declaraciones por parte de dos jugadores del equipo germano: 

"Ellos no son del otro mundo. En el primer tiempo dominaron pero se dedicaron a hacer taquitos y no fueron realmente imponentes. En el segundo tiempo mostramos que si se les presiona se cagan en los pantalones"
"Graban anuncios, se exhiben, pero no juegan al fútbol, no me meterán dos goles en la vuelta"
"¡Les vamos a meter cinco goles a esos payasos!"
Hasan Salihamidžić, Oliver Kahn y Claudio Pizarro. Abril de 2002 y febrero de 2004. Múnich

Tuvieron que pasar doce años (1999-00) para que volvieran a enfrentarse y en esta vez en cuatro ocasiones. Aunque el Madrid le venció en una sola ocasión le bastó, ya que en esa temporada conquistó su Octava Copa de Europa. Ese triunfo se produjo en el partido de ida en semifinales, en Madrid por 2-0. Nicolas Anelka fue el gran héroe de las semifinales al marcar un tanto en cada una de ellas. En sus dos primeros enfrentamientos en la segunda fase de grupos, el conjunto merengue recibió ocho goles en contra.
Al año siguiente volvieron a disputar las semifinales, pero en esta ocasión quien pasaría a la final sería el equipo alemán. En la ida, en Madrid, perdió por 0-1, gracias al bote del disparó de Elber que sorprendió a Casillas. En el de vuelta, aunque perdió 2-1, el árbitro danés Kim Milton Nielsen perjudicó hasta en tres ocasiones al conjunto merengue.
Por tercera temporada consecutiva, se volvían a enfrentar, en esta ocasión en los cuartos de final, siendo el Bayern el vigente ganador de la máxima competición continental. En el Olímpico de Múnich el conjunto blanco perdió por 2-1. El choque de vuelta estuvo precedido por unas polémicas declaraciones de dos jugadores del equipo germano: de Salihamidžić: "el Madrid se caga en los pantalones" y de su gran estrella, Oliver Kahn: "Graban anuncios, se exhiben, pero no juegan al fútbol". "No me meterán dos goles en la vuelta". Pero, Helguera y Guti se los marcaron en el Bernabéu.
Dos años después (2003-04) volvieron a cruzarse en sus caminos, en esta ocasión, en los octavos. La relación entre Kahn y la afición madridista era muy tensa, y más aún, cuando el año anterior el cancerbero alemán le negó el cambio de camisetas a Casillas tras un choque amistoso entre selecciones. En el choque de ida, último que disputarían los dos equipos en el estadio Olímpico se empató a uno. El tanto madridista se logró gracias a un grave fallo de Kahn, al cual se le coló el balón por debajo de su cuerpo. En el de vuelta, el Madrid ganó por 1-0, gracias a un tanto del mejor jugador de ese encuentro, Zidane.

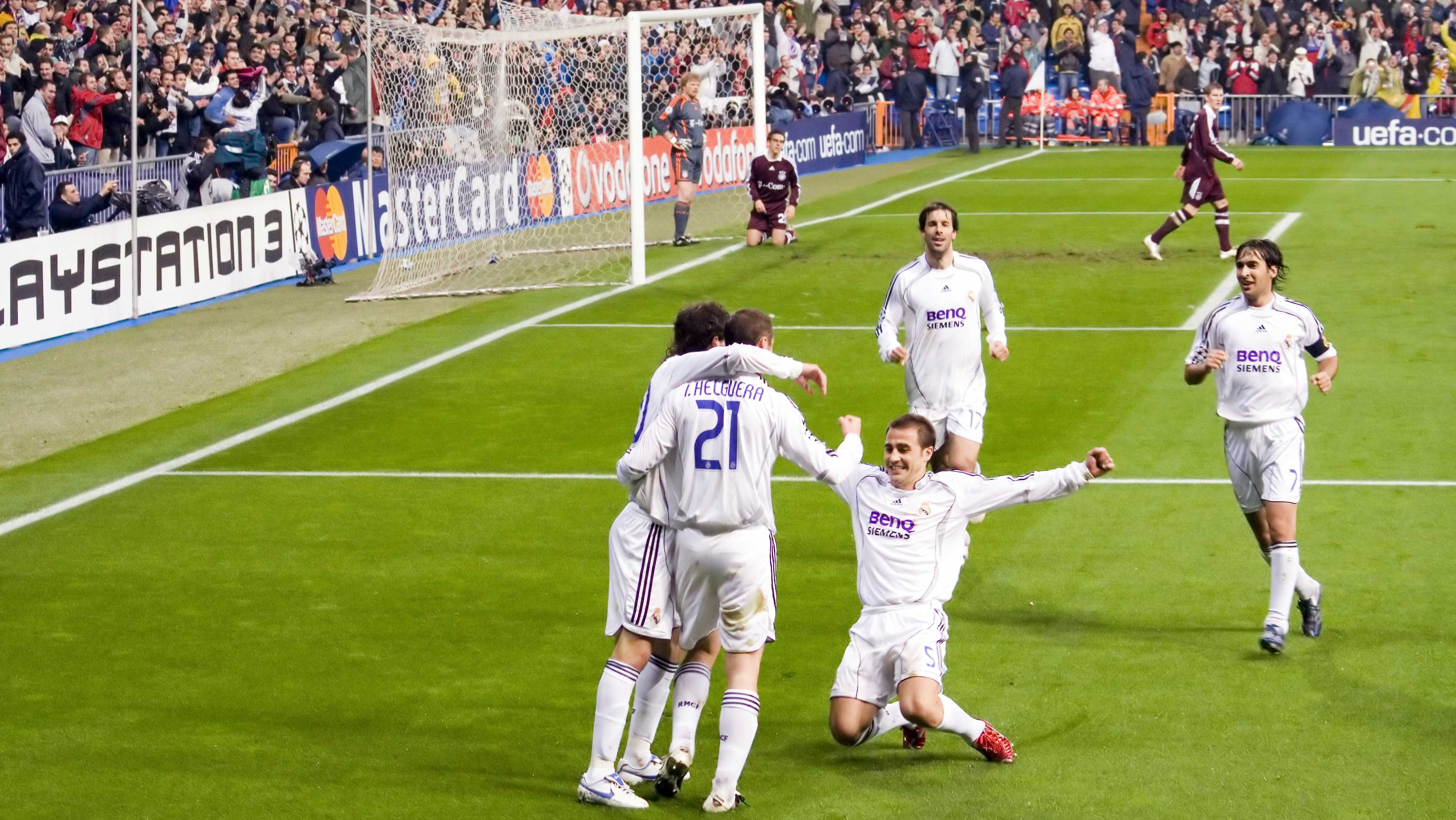
Eliminatoria de Liga de Campeones entre los madrileños y los bávaros en el Estadio Santiago Bernabéu (2006-07).

Tres temporadas después (2006-07), volvieron a enfrentarse en la misma ronda de octavos de final. En el partido de ida, celebrado en Madrid, el conjunto blanco venció por 3-2, tras una gran primera parte, donde logró los tres goles. Pero el segundo tanto alemán que marcó Mark van Bommel complicaba el partido de vuelta. Cabe destacar, que el jugador neerlandés celebró su gol con un corte de mangas ante la repleta tribuna del Bernabéu. En el choque de vuelta, celebrado en el nuevo hogar del Bayern, el Allianz Arena, estadio que se construyó con motivo de la celebración un año antes del Mundial de fútbol en el país germano. El conjunto español perdió por 2-1. El primer gol alemán, marcado por Roy Makaay sigue siendo el gol más rápido de la historia de la Liga de Campeones, ya que lo marcó a los 11 segundos.
Volvieron a encontrarse en la temporada 2011-12, en semifinales, dándose la circunstancia de que la final del torneo se disputaría en el Allianz Arena, hogar del club alemán. En Múnich, el Madrid perdió por 2-1. En el de vuelta, a los 15 minutos, el equipo de Chamartín vencía por 2-0 (resultado que le clasificaba virtualmente para disputar la final) pero en el minuto 27, Robben marcó de penalti el 2-1. Tras disputarse la prórroga, se tenía que desenvolver todo en la tanda de penaltis. El marcador fue de 1-3 a favor del equipo bávaro. Casillas detuvo dos penaltis, pero Cristiano Ronaldo, Kaká y Sergio Ramos fallaron para el Madrid. El tiro de Ramos se fue por encima de la portería, lo que provocó toda clase de bromas y de comentarios en las redes sociales, hasta tal punto que fue trending topic mundial en Twitter. Además su fallo provocó las burlas del portero alemán Manuel Neuer, haciendo resurgir las llamas de una fuerte rivalidad.
Volvieron a encontrarse en la temporada 2013-14 en las semifinales, donde el equipo alemán era el vigente defensor del título y estaba entrenado por Pep Guardiola (que mientras fue entrenador del Barça solo perdió dos partidos en 15 enfrentamientos contra los merengues). La ida se disputó en Madrid donde los blancos se impusieron con un marcador de 1-0 (gol de Karim Benzema).

"En Múnich se van a quemar hasta los árboles"
Karl-Heinz Rummenigge. 24 de abril de 2014. Múnich.

El 29 de abril, se disputó la vuelta, en un escenario donde nunca había ganado el equipo merengue, sin embargo el conjunto blanco jugó uno de sus mejores partidos en la historia de la competición y venció por 0-4, ganando así por primera vez en su historia en Múnich al equipo germano, siendo la primera vez que le marca más de tres goles al equipo alemán y para finalizar se convirtió en la peor derrota como local del equipo alemán en Europa. Los dos primeros tantos los marcó Sergio Ramos, y que fueron secundados por otro doblete de Cristiano Ronaldo que le colocaron como el jugador que más goles ha anotado en la historia de los enfrentamientos igualando con el brasileño Giovane Élber, y con los que superó el registro de más goles en una misma edición de la competición.
Tres temporadas después, se volvieron a cruzar en los cuartos de final de la edición de 2016-17, siendo el Real Madrid el vigente campeón de la competición y con Zinedine Zidane en su segundo año en el banquillo, eliminatoria que fue favorable a los madridistas, pues estos resultaron vencedores tanto en territorio alemán como en su propio feudo. El equipo alemán era dirigido por Carlo Ancelotti. Ambos volvían a reencontrarse pero como rivales, la última vez que ellos estuvieron en un terreno de juego fue como primer y segundo entrenador del conjunto merenge en la final de la Champions League en el estadio da Luz en donde el Madrid venció al Atlético de Madrid por 4-1 y se alzó con su Décima Copa de Europa tras 12 años de espera.
En el partido de ida, Con esos dos tantos, Cristiano Ronaldo se convirtió en el primer futbolista en llegar a los 100 goles en competiciones europeas. Seis días después, Fue la séptima vez consecutiva que se clasificaba para las semifinales desde la temporada 2010-11 —siendo el primer club tanto en Copa de Europa o Champions League que lograba tal récord—, y que aumentó a ocho ediciones tras los resultados de la temporada 2017-18. En ella se produjo un nuevo enfrentamiento entre ambos conjuntos, esta vez en las semifinales, su séptimo emparejamiento en dicha ronda que imposibilitaba nuevamente una final entre ambos. De nuevo la eliminatoria fue resuelta en favor de los blancos tras un 4-3 global y victoria en Múnich, y permitió a los madrileños disputar su tercera final consecutiva.

### Resumen de enfrentamientos
Debido a su pertenencia a ligas distintas, sus enfrentamientos solo han sido posibles en las competiciones europeas. En ellas, todos sus partidos han correspondido a la máxima competición de clubes en Europa: la Copa de Europa, conocida en la actualidad como Liga de Campeones.
Pese a ser dos de los equipos más laureados nunca se han enfrentado en una final continental, siendo trece veces las que se han enfrentado en cruces eliminatorios, con balance favorable a los madridistas (8 frente a 5), y una correspondiente a la fase de grupos. En resumen tenemos 28 enfrentamientos, que terminaron en 13 victorias del Real Madrid, 11 del Bayern y 4 empates.

A continuación se detallan los resultados obtenidos en dicha competición:
| Competición       | PJ | G.RM | E | G.BM | Go.RM | Go.BM |
| ----------------- | -- | ---- | - | ---- | ----- | ----- |
| Liga de Campeones | 28 | 13   | 4 | 11   | 45    | 42    |
| Resumen           | 28 | 13   | 4 | 11   | 45    | 42    |

| \| Temporada \| Local \| \| Visitante \| Local \| \| Visitante \| Notas \| \| --------- \| ----------- \| ----- \| --------- \| ------ \| ----- \| ----------- \| ------------------- \| \| 1975-76 \| Real Madrid \| 1 - 1 \| Bayern \| Bayern \| 2 - 0 \| Real Madrid \| Semifinales. \| \| 1986-87 \| Real Madrid \| 1 - 0 \| Bayern \| Bayern \| 4 - 1 \| Real Madrid \| Semifinales. \| \| 1987-88 \| Real Madrid \| 2 - 0 \| Bayern \| Bayern \| 3 - 2 \| Real Madrid \| Cuartos de final. \| \| 1999-00 \| Real Madrid \| 2 - 4 \| Bayern \| Bayern \| 4 - 1 \| Real Madrid \| Liguilla de grupos. \| \| 1999-00 \| Real Madrid \| 2 - 0 \| Bayern \| Bayern \| 2 - 1 \| Real Madrid \| Semifinales. \| \| 2000-01 \| Real Madrid \| 0 - 1 \| Bayern \| Bayern \| 2 - 1 \| Real Madrid \| Semifinales. \| \| 2001-02 \| Real Madrid \| 2 - 0 \| Bayern \| Bayern \| 2 - 1 \| Real Madrid \| Cuartos de final. \| \| 2003-04 \| Real Madrid \| 1 - 0 \| Bayern \| Bayern \| 1 - 1 \| Real Madrid \| Octavos de final. \| \| 2006-07 \| Real Madrid \| 3 - 2 \| Bayern \| Bayern \| 2 - 1 \| Real Madrid \| Octavos de final. \| \| 2011-12 \| Real Madrid \| 2 - 1 \| Bayern \| Bayern \| 2 - 1 \| Real Madrid \| Semifinales. \| \| 2013-14 \| Real Madrid \| 1 - 0 \| Bayern \| Bayern \| 0 - 4 \| Real Madrid \| Semifinales. \| \| 2016-17 \| Real Madrid \| 4 - 2 \| Bayern \| Bayern \| 1 - 2 \| Real Madrid \| Cuartos de final. \| \| 2017-18 \| Real Madrid \| 2 - 2 \| Bayern \| Bayern \| 1 - 2 \| Real Madrid \| Semifinales. \| \| 2023-24 \| Real Madrid \| 2 - 1 \| Bayern \| Bayern \| 2 - 2 \| Real Madrid \| Semifinales. \| Datos actualizados al último enfrentamiento del 8 de mayo de 2024. |             |       |           |        |       |             |                     |
| Temporada | Local       |       | Visitante | Local  |       | Visitante   | Notas               |
| 1975-76 | Real Madrid | 1 - 1 | Bayern    | Bayern | 2 - 0 | Real Madrid | Semifinales.        |
| 1986-87 | Real Madrid | 1 - 0 | Bayern    | Bayern | 4 - 1 | Real Madrid | Semifinales.        |
| 1987-88 | Real Madrid | 2 - 0 | Bayern    | Bayern | 3 - 2 | Real Madrid | Cuartos de final.   |
| 1999-00 | Real Madrid | 2 - 4 | Bayern    | Bayern | 4 - 1 | Real Madrid | Liguilla de grupos. |
| 1999-00 | Real Madrid | 2 - 0 | Bayern    | Bayern | 2 - 1 | Real Madrid | Semifinales.        |
| 2000-01 | Real Madrid | 0 - 1 | Bayern    | Bayern | 2 - 1 | Real Madrid | Semifinales.        |
| 2001-02 | Real Madrid | 2 - 0 | Bayern    | Bayern | 2 - 1 | Real Madrid | Cuartos de final.   |
| 2003-04 | Real Madrid | 1 - 0 | Bayern    | Bayern | 1 - 1 | Real Madrid | Octavos de final.   |
| 2006-07 | Real Madrid | 3 - 2 | Bayern    | Bayern | 2 - 1 | Real Madrid | Octavos de final.   |
| 2011-12 | Real Madrid | 2 - 1 | Bayern    | Bayern | 2 - 1 | Real Madrid | Semifinales.        |
| 2013-14 | Real Madrid | 1 - 0 | Bayern    | Bayern | 0 - 4 | Real Madrid | Semifinales.        |
| 2016-17 | Real Madrid | 4 - 2 | Bayern    | Bayern | 1 - 2 | Real Madrid | Cuartos de final.   |
| 2017-18 | Real Madrid | 2 - 2 | Bayern    | Bayern | 1 - 2 | Real Madrid | Semifinales.        |
| 2023-24 | Real Madrid | 2 - 1 | Bayern    | Bayern | 2 - 2 | Real Madrid | Semifinales.        |

## Jugadores que han militado en ambos clubes
A lo largo de la historia, son varios los jugadores que han jugado en ambos equipos, algunos de los cuales, pasaron inadvertidos para la afición rival, mientras que otros fueron el objetivo de la dura rivalidad de las respectivas aficiones. Estos son los jugadores que han jugado en los dos equipos:

### Xabi Alonso

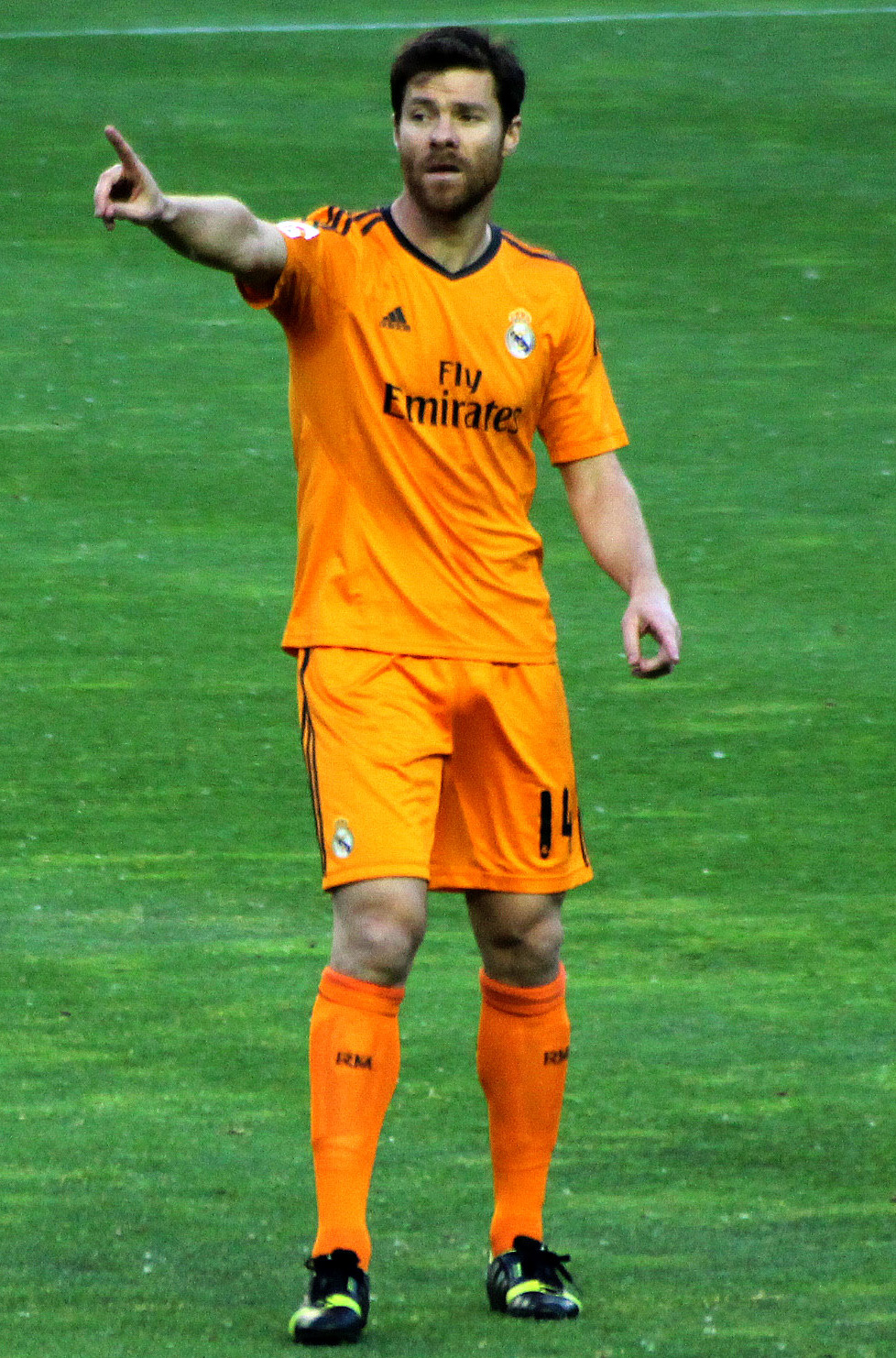
Xabi Alonso durante su última temporada como madridista.

El jugador tolosarra fue el último jugador que vistió ambas camisetas. Tras sus comienzos en la Real Sociedad de Fútbol y su consagración a nivel internacional en el Liverpool Football Club —donde conquistó una Liga de Campeones y una Supercopa de Europa—, recaló en la disciplina madridista.
En los cinco años que militó en el Real Madrid Club de Fútbol logró un total de seis títulos entre los que destacaron otra Liga de Campeones y otra Supercopa de Europa, antes de abandonar la disciplina blanca buscando nuevos retos y motivaciones a su extensa carrera. En las citadas temporadas cosechó un total de 236 partidos en los que anotó seis goles, además de ser nombrado como el mejor mediocentro de la Liga en 2012, o ser incluido en el once ideal del año de la FIFA/FIFPro en 2011 y 2012. Además, a nivel internacional de selecciones conquistó antes de su marcha a Alemania una Copa Mundial y una Eurocopa, que se sumó a otra conquistada en 2008, completando uno de los mejores palmareses entre los futbolistas internacionales de su época, y designándole como uno de los futbolistas más importantes en vestir ambas camisetas.
En numerosas ocasiones el jugador manifestó su compromiso y sentimiento por el club madrileño, como declaró en el momento de su despedida:

"He tomado la decisión de salir; no ha sido fácil, he tenido que meditarlo, pero he querido ser honesto con el Madrid y conmigo mismo. Nunca es fácil salir del Real Madrid, es el club más grande. Hoy dejo de ser jugador de este club, pero siempre seré madridista."
Xabi Alonso. 29 de agosto de 2014. Madrid.

El jugador recaló pues para la temporada 2014-15 en el conjunto alemán buscando principalmente seguir con una progresión y e intentar conquistar una tercera Liga de Campeones con tres clubes distintos, algo que solo han logrado Clarence Seedorf y Samuel Eto'o, y que no logró conseguir al caer eliminado frente a tres de los últimos finalistas, la correspondiente a la temporada 2016-17 en la que anunció que sería la última antes de su retirada deportiva, fue frente a los madridistas, momento en el que el jugador se despidió de la que fue su afición durante cinco temporadas y que el propio jugador calificó como «un momento muy emocionante que no olvidaré en la vida».

### Paul Breitner

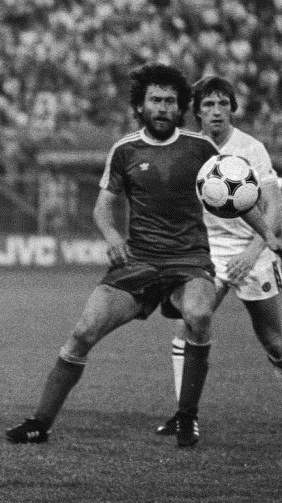
Paul Breitner con el club alemán.

Paul Breitner fue uno de los jugadores más importante que ha vestido ambas camisetas. Campeón de Europa y del Mundo con la selección alemana en los años 70 con la que disputó 56 partidos, empezó su carrera como juvenil en el SV Kolbermoor antes de pasar por el ESV Freilassing para recalar y debutar profesionalmente con el Bayern. El centrocampista apodado como el «Kaiser Rojo», debido a su talento futbolístico y sus tendencias políticas, o «Afro Paul» debido a su peculiar peinado, permaneció en el club bávaro durante cuatro años en los cuales conquistó 3 ligas, 1 Copa y 1 Copa de Europa junto a jugadores como Franz Beckenbauer, Sepp Maier o Gerd Müller entre otros, dejando al club germano en lo más alto del panorama futbolístico europeo antes de fichar por el Real Madrid.
En los tres años en los que militó en el club español, Breitner alzó 2 títulos de liga y 1 de copa antes de volver a su país natal, donde tras un fugaz paso por el Eintracht Braunschweig recaló nuevamente en el Bayern con los que sumó 2 nuevas ligas y 1 copa más a su exitoso palmarés con los germanos a los que estuvo muy estrechamente ligado incluso tras su retirada deportiva, tras la cual llegó incluso a presidir el club, y del que recientemente fue embajador y ojeador.
Pese a ello, y tras militar únicamente tres temporadas en el conjunto español, Breitner ha manifestado en numerosas ocasiones que el Real Madrid es su segunda familia deportiva y en donde pasó los tres mejores años de su vida deportiva, como así manifestó en 2011 antes de que los equipos de veteranos de ambos clubes disputaron un encuentro benéfico:

"Sabemos que el Real Madrid, gane o pierda, es extraordinario y único. No ha habido, hay o habrá nada más grande que jugar en el Real Madrid. Sólo conocí a un hombre sabio y fue Santiago Bernabéu, con el que pude vivir lo que es el Real Madrid, con su grandeza dentro y fuera del campo y su humildad para ayudar a los que más lo necesitan. Para Bernabéu, la humanidad valían más que los puntos o los trofeos y este partido significa que sus ideas siguen vivas en nosotros. Cuando Florentino Pérez me preguntó si teníamos un equipo de veteranos para jugar un partido sólo le dije: 'Sí, ¿mañana?'. [...] Saltar una vez más al Bernabéu será un sueño hecho realidad".
Paul Breitner. 15 de mayo de 2011. Madrid.

Sus actuaciones en ambos países le valieron para ser reconocido como uno de los mejores futbolistas de la historia por la FIFA, siendo además el único jugador junto a Vavá y Pelé en anotar un gol en más de una final de la Copa del Mundo, a los que posteriormente se unieron Zinedine Zidane y Kylian Mbappé.

### Toni Kroos

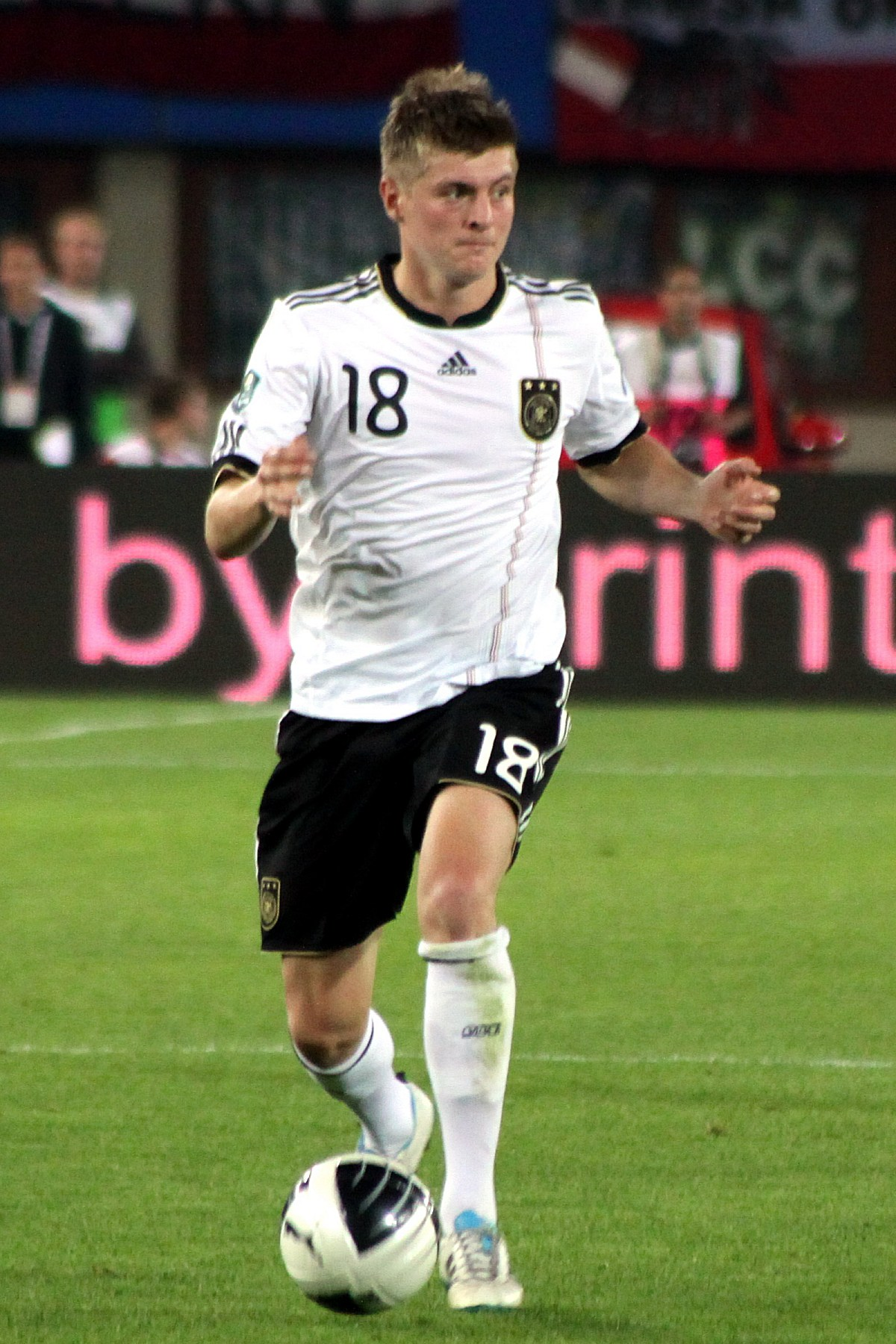
Kroos con la selección alemana.

Iniciado en su Alemania natal, Toni Kroos recaló en el año 2006, con apenas 16 años, en las categorías inferiores del Bayern de Múnich. Tras ascender por sus equipos formativos y el filial, hizo un gran comienzo como profesional en su debut en la Bundesliga con el primer equipo el 26 de septiembre de 2007, siendo en la fecha el jugador más joven en debutar para los bávaros. En el momento de su debut tenía 17 años, ocho meses y dos días de edad. Tras buenas actuaciones salió cedido al Bayer Leverkusen Fußball para adquirir experiencia y volvió así al club bávaro como un jugador formado y establecido en la élite y donde alcanzó la internacionalidad absoluta con la selección alemana. Fue uno de los referentes del equipo hasta su salida en el verano de 2014 debido a diferencias con la directiva, por no sentirse suficientemente valorado pese a sus significativas estadísticas, con 25 goles y 49 asistencias en 205 partidos. Ese mismo verano se proclamó campeón del mundo tras derrotar a Argentina en la final. Acusado de ser poco competitivo y de no aparecer en puntuales momentos clave de la temporada con el F. C. Bayern fue vendido al Real Madrid Club de Fútbol en la que fue considerada años después como una de las transacciones más beneficiosas para el club español, y que afectó al club teutón cuyos representantes afirmaron que fue un error por su parte traspasarle de club.
El mismo jugador apuntó sobre su salida que fue un acierto para su carrera recalar en un club mejor (sic.), Desde su llegada al club se convirtió en un referente del centro del campo del conjunto español junto a sus compañeros de demarcación Luka Modrić y Carlos Casemiro, siendo señalados como uno de los mejores centros del campo del mundo en cuanto a rendimiento y logros. Con ellos el club madridista logró vencer tres Ligas de Campeones de manera consecutiva, algo jamás logrado en la historia del torneo bajo su nuevo formato, A ellas sumaron tres Supercopas de Europa, cuatro Mundiales de Clubes, un Campeonato nacional de Liga y dos Supercopas de España.
Señalado como uno de los mejor pasadores de su época, recibiendo elogios y reconocimientos por su técnica y estilo de juego, llegó a ser referido como el mejor centrocampista del mundo en varias ocasiones. Una dominancia y repercusión que no logró en su etapa en Alemania.

### James Rodríguez

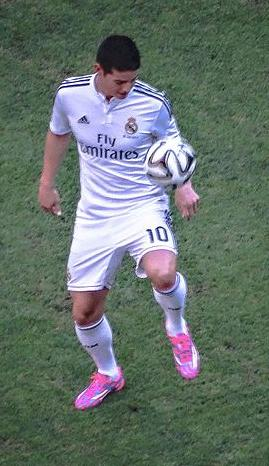
James durante su etapa en Madrid.

James Rodríguez fue el tercer jugador colombiano en vestir la camiseta del Real Madrid. Durante tres temporadas como integrante del primer equipo el jugador registró un total de 36 goles y 39 asistencias en 111 partidos y dejó destacadas actuaciones vestido de blanco. Dotado de una gran técnica, se le achacó pese a ello en ocasiones una cierta falta de compromiso o entrega en momentos puntuales que terminaron por crear un ambiente enrarecido que el jugador y su entorno interpretaron como una falta de confianza en sus posibilidades y su continuidad en la plantilla. Finalmente y tras numerosas especulaciones el jugador fue cedido durante dos temporadas al conjunto alemán en busca de mayor protagonismo y minutos, ya que el trabajo de otros compañeros en Madrid les situaron por encima de él a la hora de entrar en las convocatorias o la disputa de partidos. Al término de dicho acuerdo ambos clubes decidirían de nuevo el futuro del jugador, quien aún tendría contrato con los españoles para la temporada 2019-20.
En cuanto al palmarés, el jugador, que venía de proclamarse bota de oro del Mundial de Brasil 2014, conquistó un total de siete títulos: un Campeonato de Liga, dos Ligas de Campeones, dos Supercopas de Europa y dos Mundiales de Clubes. Dichos triunfos se añadieron a los ya conquistados en su carrera en Argentina y Portugal especialmente.
Pese a su irregularidad, el jugador fue considerado durante su etapa en España como uno de los mejores jugadores de Europa, siendo nominado en numerosas ocasiones por los pertinentes estamentos como tal. En su etapa en Alemania coincidió nuevamente con el italiano Carlo Ancelotti, otro de los personajes vinculados a ambos clubes, entrenador según sus palabras con el que cosechó sus mejores actuaciones y evolución.

### Arjen Robben

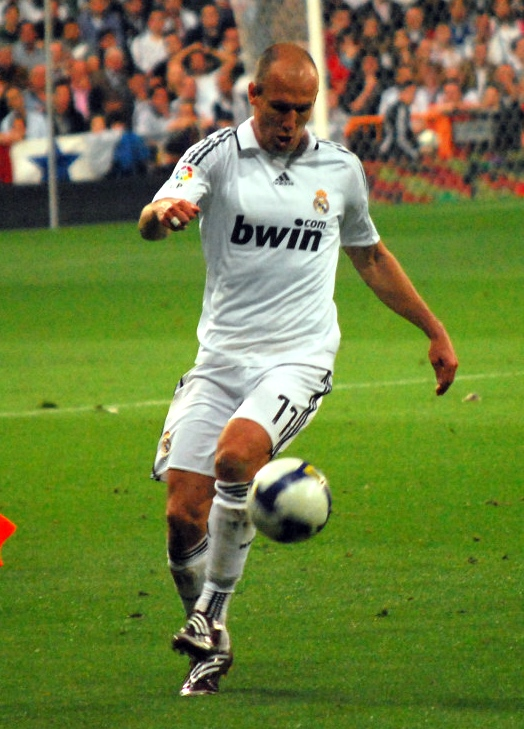
Arjen Robben con el club español.

El jugador neerlandés Arjen Robben militó en el equipo español durante dos temporadas antes de recalar en el club alemán. Fichado por el Real Madrid en 2007 el jugador estaba considerado como uno de los mejores futbolistas en el momento de su fichaje en 2007. Pese a realizar notables actuaciones con el conjunto madrileño, su fragilidad en cuanto a las lesiones y la alta competencia en el equipo a la que se sumó las contrataciones de «Kaká» y Cristiano Ronaldo, hicieron que no disfrutase de los minutos deseados y viese peligrar su participación en el reciente Mundial de 2010 de Sudáfrica, hicieron que abandonase el club rumbo a Alemania.
En cuanto al palmarés, con el conjunto madridista conquistó una Liga y una Supercopa de España, a los que sumó dos Bundesligas, dos Copas, una Copa de Europa, una Supercopa de Europa, un Mundial de Clubes y dos Supercopas alemanas con el conjunto teutón.
Es considerado como uno de los mejores y más desequilibrantes futbolistas de su época, e incluso llegó a ganar el prestigioso Trofeo Bravo, acreditándole como el mejor futbolista del fútbol europeo menor de 21 años.

### Otros integrantes de ambos clubes pero de menor repercusión
- Jupp Heynckes: pese a que el exfutbolista alemán no militó como jugador en ninguno de los dos clubes, tuvo especial repercusión en la historia de ambos, en los que sí formó parte como primer entrenador. Fue técnico del equipo blanco durante la temporada 1997-98 en la que logró que el Real Madrid C. F. lograse conquistar treinta y dos años después la Copa de Europa, mientras que con los alemanes destacó su última temporada del curso 2012-13 donde conquistó el triplete al proclamarse campeón de la Liga alemana (Fußball-Bundesliga), la Copa (DFB Pokal) y la ya mencionada Copa de Europa de clubes.[83]

- Carlo Ancelotti: mismo caso que Heynckes, el italiano desarrolló toda su carrera como jugador en su país natal pero más tarde pasó por los banquillos de ambos clubes. Llegó al Real Madrid en 2013, logrando ganar en su primera temporada la ansiada "Décima" del equipo blanco, además de la Copa del Rey. En su segundo año, pese al gran inicio realizado, no levantó ningún título y el Madrid decidió prescindir de él. En la temporada 2016/17 se convirtió en entrenador del Bayern y ganó la Bundesliga, aunque en cuartos de final de la Champions fue eliminado precisamente por el Real Madrid. Al poco de empezar su segundo curso en el club bávaro, fue destituido.

- Hamit Altıntop: el jugador turco militó en el equipo alemán desde que llegase a él en 2007 permaneciendo en su disciplina hasta un total de cuatro temporadas antes de recalar en el club madrileño. A él llegó como integrante del equipo ideal de la Eurocopa 2008 que el futbolista disputó con la selección turca.[84] Finalista de la Liga de Campeones de la UEFA 2009-10,[85] no pudo repetir los éxitos como madridista disputando únicamente cinco partidos durante una temporada en la disciplina del club antes de marcharse al Galatasaray Spor Kulübü.

- Zé Roberto: tras disputar una única temporada con los madrileños recaló en Alemania para jugar con el Bayer Leverkusen, antes de jugar durante cuatro temporadas con el F. C. Bayern. Fue en el país teutón donde cosechó sus mayores éxitos.

- Álvaro Odriozola: fue tras Xabi Alonso el segundo español procedente del Real Madrid en militar en el club bávaro. En el mercado de invierno de su segunda temporada como madridista recaló cedido hasta final de temporada en el conjunto germano, dándose la curiosidad de que se proclamó campeón de liga con ambos clubes en dicha temporada.

## Estadísticas

### Tabla histórica de goleadores
En esta tabla se resumen todos los máximos anotadores en la historia del clásico europeo, desglosando los goles según la competición.
Nota: En caso de empate indicado en primer lugar el de mejor promedio goleador. En caso de desconocer el número de partidos jugados, indicado primero el jugador que antes alcanzase la cifra.
| Jugador                   | Equipo            | Copa de Europa | Copa de Europa | UEFA Cup | UEFA Cup | Conference League | Conference League | Supercup | Supercup | Total | Total | Total |
| Jugador                   | Equipo            | PJ             | G              | PJ       | G        | PJ                | G                 | PJ       | G        | PJ    | G     | %     |
| ------------------------- | ----------------- | -------------- | -------------- | -------- | -------- | ----------------- | ----------------- | -------- | -------- | ----- | ----- | ----- |
| Cristiano Ronaldo         | Real Madrid C. F. | 8              | 9              | -        | -        | -                 | -                 | -        | -        | 8     | 9     | 1.13  |
| Giovane Élber             | F. C. Bayern      | 8              | 4              | -        | -        | -                 | -                 | -        | -        | 8     | 4     | 0.50  |
| Gerd Müller               | F. C. Bayern      | 2              | 3              | -        | -        | -                 | -                 | -        | -        | 2     | 3     | 1.50  |
| Karim Benzema             | Real Madrid C. F. | 8              | 3              | -        | -        | -                 | -                 | -        | -        | 8     | 3     | 0.38  |
| Raúl González             | Real Madrid C. F. | 12             | 3              | -        | -        | -                 | -                 | -        | -        | 12    | 3     | 0.25  |
| Vinícius Júnior           | Real Madrid C. F. | 2              | 2              | -        | -        | -                 | -                 | -        | -        | 2     | 2     | 1.00  |
| Joselu                    | Real Madrid C. F. | 2              | 2              | -        | -        | -                 | -                 | -        | -        | 2     | 2     | 1.00  |
| Alexander Zickler         | F. C. Bayern      | 2              | 2              | -        | -        | -                 | -                 | -        | -        | 2     | 2     | 1.00  |
| Ruud van Nistelrooy       | Real Madrid C. F. | 2              | 2              | -        | -        | -                 | -                 | -        | -        | 2     | 2     | 1.00  |
| Lúcio da Silva            | F. C. Bayern      | 2              | 2              | -        | -        | -                 | -                 | -        | -        | 2     | 2     | 1.00  |
| Marco Asensio             | Real Madrid C. F. | 4              | 2              | -        | -        | -                 | -                 | -        | -        | 4     | 2     | 0.50  |
| Emilio Butragueño         | Real Madrid C. F. | 4              | 2              | -        | -        | -                 | -                 | -        | -        | 4     | 2     | 0.50  |
| Roy Makaay                | F. C. Bayern      | 4              | 2              | -        | -        | -                 | -                 | -        | -        | 4     | 2     | 0.50  |
| Roland Wohlfarth          | F. C. Bayern      | 4              | 2              | -        | -        | -                 | -                 | -        | -        | 4     | 2     | 0.50  |
| Nicolas Anelka            | Real Madrid C. F. | 4              | 2              | -        | -        | -                 | -                 | -        | -        | 4     | 2     | 0.50  |
| Joshua Kimmich            | F. C. Bayern      | 5              | 2              | -        | -        | -                 | -                 | -        | -        | 5     | 2     | 0.40  |
| Lothar Matthäus           | F. C. Bayern      | 5              | 2              | -        | -        | -                 | -                 | -        | -        | 5     | 2     | 0.40  |
| Stefan Effenberg          | F. C. Bayern      | 6              | 2              | -        | -        | -                 | -                 | -        | -        | 6     | 2     | 0.33  |
| Mehmet Scholl             | F. C. Bayern      | 7              | 2              | -        | -        | -                 | -                 | -        | -        | 7     | 2     | 0.29  |
| Sergio Ramos              | Real Madrid C. F. | 9              | 2              | -        | -        | -                 | -                 | -        | -        | 9     | 2     | 0.22  |
| Iván Helguera             | Real Madrid C. F. | 11             | 2              | -        | -        | -                 | -                 | -        | -        | 11    | 2     | 0.18  |
| Roberto Martínez          | Real Madrid C. F. | 2              | 1              | -        | -        | -                 | -                 | -        | -        | 2     | 1     | 0.50  |
| Mark van Bommel           | F. C. Bayern      | 2              | 1              | -        | -        | -                 | -                 | -        | -        | 2     | 1     | 0.50  |
| Mesut Özil                | Real Madrid C. F. | 2              | 1              | -        | -        | -                 | -                 | -        | -        | 2     | 1     | 0.50  |
| Mario Gómez               | F. C. Bayern      | 2              | 1              | -        | -        | -                 | -                 | -        | -        | 2     | 1     | 0.50  |
| Milan Janković            | Real Madrid C. F. | 2              | 1              | -        | -        | -                 | -                 | -        | -        | 2     | 1     | 0.50  |
| Hugo Sánchez              | Real Madrid C. F. | 3              | 1              | -        | -        | -                 | -                 | -        | -        | 3     | 1     | 0.33  |
| Carsten Jancker           | F. C. Bayern      | 3              | 1              | -        | -        | -                 | -                 | -        | -        | 3     | 1     | 0.33  |
| Klaus Augenthaler         | F. C. Bayern      | 4              | 1              | -        | -        | -                 | -                 | -        | -        | 4     | 1     | 0.25  |
| Hans Pflügler             | F. C. Bayern      | 4              | 1              | -        | -        | -                 | -                 | -        | -        | 4     | 1     | 0.25  |
| Norbert Eder              | F. C. Bayern      | 4              | 1              | -        | -        | -                 | -                 | -        | -        | 4     | 1     | 0.25  |
| Míchel González           | Real Madrid C. F. | 4              | 1              | -        | -        | -                 | -                 | -        | -        | 4     | 1     | 0.25  |
| Zinedine Zidane           | Real Madrid C. F. | 4              | 1              | -        | -        | -                 | -                 | -        | -        | 4     | 1     | 0.25  |
| Robert Lewandowski        | F. C. Bayern      | 4              | 1              | -        | -        | -                 | -                 | -        | -        | 4     | 1     | 0.25  |
| Carlos Alonso Santillana  | Real Madrid C. F. | 5              | 1              | -        | -        | -                 | -                 | -        | -        | 5     | 1     | 0.20  |
| Fernando Morientes        | Real Madrid C. F. | 5              | 1              | -        | -        | -                 | -                 | -        | -        | 5     | 1     | 0.20  |
| Thorsten Fink             | F. C. Bayern      | 5              | 1              | -        | -        | -                 | -                 | -        | -        | 5     | 1     | 0.20  |
| Geremi Njitap             | Real Madrid C. F. | 5              | 1              | -        | -        | -                 | -                 | -        | -        | 5     | 1     | 0.20  |
| Luís Figo                 | Real Madrid C. F. | 5              | 1              | -        | -        | -                 | -                 | -        | -        | 5     | 1     | 0.20  |
| Paulo Sergio              | F. C. Bayern      | 6              | 1              | -        | -        | -                 | -                 | -        | -        | 6     | 1     | 0.17  |
| Claudio Pizarro           | F. C. Bayern      | 6              | 1              | -        | -        | -                 | -                 | -        | -        | 6     | 1     | 0.17  |
| Franck Ribéry             | F. C. Bayern      | 6              | 1              | -        | -        | -                 | -                 | -        | -        | 6     | 1     | 0.17  |
| Jens Jeremies             | F. C. Bayern      | 7              | 1              | -        | -        | -                 | -                 | -        | -        | 7     | 1     | 0.14  |
| Arjen Robben              | F. C. Bayern      | 8              | 1              | -        | -        | -                 | -                 | -        | -        | 8     | 1     | 0.13  |
| José María Gutiérrez Guti | Real Madrid C. F. | 9              | 1              | -        | -        | -                 | -                 | -        | -        | 9     | 1     | 0.11  |
| Roberto Carlos            | Real Madrid C. F. | 11             | 1              | -        | -        | -                 | -                 | -        | -        | 11    | 1     | 0.09  |

## Comparativa entre clubes

### Datos generales
| Asunto                                                         | Real Madrid Club de Fútbol       | Fußball Club Bayern |
| -------------------------------------------------------------- | -------------------------------- | ------------------- |
| Nombre en su fundación                                         | (Sociedad) Madrid Foot-ball Club | Fußball Club Bayern |
| Año de fundación del club                                      | 1902                             | 1900                |
| N.º de socios (Socios simpatizantes)                           | 101 115 Más de 1 200 000         | 290 000 Desconocido |
| N.º de peñas                                                   | 2 434                            | 4 244               |
| Capacidad del estadio                                          | 81 044 espectadores              | 75 000 espectadores |
| N.º de temporadas en Primera División                          | 93 (todas)                       | 59                  |
| N.º de veces campeón de Liga                                   | 36                               | 33                  |
| N.º de veces subcampeón de Liga                                | 25                               | 10                  |
| N.º de veces 3º en Liga                                        | 10                               | 5                   |
| Peor puesto en Primera División                                | 11º (1947-48)                    | 12º (1977-78)       |
| Mayor n.º de goles marcados en una temporada                   | 121 (2011-12)                    | 101 (1971-72)       |
| Máximo de puntos alcanzados en una temporada de 38/34 jornadas | 100 (2011-12)                    | 91 (2012-13)        |

Datos actualizados: final de temporada 2022-23.

## Palmarés
| Títulos      | Nacionales        | Nacionales | Nacionales            | Nacionales | Continentales | Continentales | Continentales | Continentales | Continentales | Interconfederativos | Interconfederativos | Interconfederativos | Interconfederativos | Total |   |     |
| ------------ | ----------------- | ---------- | --------------------- | ---------- | ------------- | ------------- | ------------- | ------------- | ------------- | ------------------- | ------------------- | ------------------- | ------------------- | ----- | - | --- |
| Títulos      | Real Madrid C. F. | 36         | 20                    | 14         | 1             | 15            | 2             | -             | 6             | 2                   | 1                   | 3                   | 5                   | Total | 1 | 106 |
| F. C. Bayern | 34                | 20         | 10                    | 6          | 6             | 1             | 1             | 2             | [ n. 13 ]     | [ n. 14 ]           | 2                   | 2                   | -                   | 84    |   |     |
| Títulos      |                   |            | SuperCopa de Alemania |            |               |               |               |               |               |                     |                     |                     |                     | Total |   |     |

Nota: competiciones de izquierda a derecha: Liga / Bundesliga, Copa del Rey / DFB-Pokal, Supercopa de España (Copa Eva Duarte) / DFL-Supercup, Copa de la Liga / Liga-Pokal, Liga de Campeones, Liga Europa, Recopa de Europa, Supercopa de Europa, Copa Latina, Copa Iberoamericana, Copa Intercontinental, Mundial de Clubes, Copa Intercontinental de la FIFA.

### Carácter nacional e internacional
Títulos de carácter nacional (España y Alemania) ganados por ambos equipos son: Liga Nacional de Primera División de España y Bundesliga, Campeonato de España de Copa y DFB-Pokal, Supercopa de España y Supercopa de Alemania, Copa de la Liga de Alemania, también se contabilizan los títulos regionales* que se jugaron en Alemania y fueron organizados por su federación. Los de carácter internacional son: UEFA Champions League (anteriormente denominada Copa de Europa), UEFA Europa League (anteriormente denominada Copa de la UEFA), Recopa de Europa, Supercopa de la UEFA, Copa Intercontinental, Mundial de Clubes y Copa Intercontinental de la FIFA.
| Club              | Trofeos nacionales | Trofeos europeos | Trofeos interconfederativos | Total |
| ----------------- | ------------------ | ---------------- | --------------------------- | ----- |
| Real Madrid C. F. | 71                 | 25               | 10                          | 106   |
| F. C. Bayern      | 70                 | 10               | 4                           | 84    |

Datos actualizados a: 4 de mayo de 2025.
Entre sus títulos cabe destacar aquellas temporadas en las que se lograron dos o más títulos. Un doblete nacional-continental lo han logrado cinco veces los madrileños y cuatro los bávaros, mientras que el doblete nacional lo han logrado cuatro y trece veces respectivamente. En la comparativa entre ambos, un triplete nacional-continental solo lo logró el conjunto alemán en 2012-13 y 2019-20, cifra en la que se aumentó hasta un cuadruplete en la 2013-14, un quintuplete computando únicamente el año 2013 y un sextuplete logrado en el 2021. Los mayores registros de los españoles fueron un cuadruplete en el año 2014, y en las temporadas 2016-17, y 2017-18, y un quintuplete en el año natural 2017.

## Otras acepciones del término
En ocasiones, la historicidad o palmarés de algunos equipos en el panorama futbolístico europeo llevan a que el encuentro sea calificado también como un clásico europeo. Por tal motivo, enfrentamientos entre equipos como Associazione Calcio Milan, Juventus Football Club, Football Club Internazionale Milano, Fútbol Club Barcelona, Liverpool Football Club o Manchester United Football Club sumados a los dos anteriores, son de los partidos más seguidos e influyentes dentro de las competiciones europeas, por lo que suelen recibir de forma genérica la designación de los Real Madrid - Bayern de Clásico de Europa.